# Oud-Apostolische Kerk
De Oud-Apostolische Kerk van Zuid-Afrika (Old Apostolic Church) is in 1913 ontstaan na excommunicatie van haar apostel Klibbe door de nieuwapostolische stamapostel Hermann Niehaus.

## Ontstaan
Stichter van de Old Apostolic Church was Karl Georg Klibbe, geboren in Pommeren (Duitsland) en oorspronkelijk geestelijke in de Lutherse kerk. Hij emigreerde naar Schotland en later naar Australië, waar hij werd verzegeld in de Apostolic Church of Queensland, die toen nog deel uitmaakte van de Nieuw-apostolische kerk. Daarvandaan was Klibbe door apostel H.F. Niemeyer in 1889 eerst als evangelist en later als apostel uitgezonden voor Zuid-Afrika. Hij sprak alleen Duits, en begon zijn arbeid onder de Duitse kolonisten in Kaapstad en Worcester (provincie West-Kaap), maar boekte vooralsnog geen resultaat. Om de Duitse nederzetting 'Berlin' (zo'n 60 km buiten East London) te kunnen bewerken, vestigde hij zich in Oost-London, waar in 1892 de eerste gemeente kon worden gesticht.

## Conflicten met stamapostel Niehaus
Nadat eerst Niemeyer en vervolgens ook Klibbe problemen kreeg met de persoonsverheerlijking van 'stamapostel' Niehaus, werd door Niehaus in 1913 een tegenapostel voor Klibbe benoemd in de persoon van Wilhelm Schlaphoff. (Er doet echter ook een verhaal de ronde dat de verwijdering door een misverstand zou zijn ontstaan: Klibbe, die een vergadering in Duitsland zou bijwonen, werd gedurende zijn afwezigheid vervangen door Schlaphoff. Klibbe's schip verging en Schlaphoff zou hebben aangenomen dat hij was verdronken. Klibbe had echter een andere boot genomen en leefde dus nog, maar Schlaphoff zou geweigerd hebben zijn apostelambt in te leveren.)
Hoewel Klibbe dus was afgezet, bleef hij net als Schlaphoff doorwerken onder de naam van de Nieuw Apostolische kerk. Dit leidde ten slotte in 1926 tot een rechtszaak, waarin gevonnist werd dat Klibbe van deze kerknaam afstand moest doen. Daarop hernoemde hij in 1927 de door hem gestichte kerk voortaan de Oud-Apostolische Kerk van Afrika, die bij zijn dood in 1931 meer dan een miljoen leden telde. Bij de dood van Schlaphoff in 1928 telde de nieuw-apostolische tak 39 gemeentes.

## Leer
De OAK heeft behalve haar Nuwe Katagismus geen andere geschriften uitgegeven en stelt in de inleiding dat de leerstellingen van de OAK te veelomvattend zijn om op papier uiteen te zetten. Men acht het bestaan en voortbestaan van de Kerk ook niet afhankelijk van het geschreven woord.
Het eerste artikel van hun geloofsbelijdenis komt vrijwel letterlijk overeen met die van Nicea, de overige artikelen zijn uitgewerkt op basis van de Bijbel:
In Afrikaans
- Ons Glo

In een God, die Almagtige Vader, die Skepper van die hemel en die aarde en alle dinge sienlik en onsienlik, en in een Here Jesus Christus, die eniggebore Seun van God, gebore uit die Vader van ewigheid af. God uit God, en Lig uit Lig, waaragtig God en waaragtig mens, verwek deur die Heilige Gees en gebore uit die maagd Maria, wat gely het, gekruisig is, gesterf het, neergedaal het na die hel, en op die derde dag opgestaan het, wat in die hemel opgevaar het en aan die regterhand van God die Vader sit, vanwaar Hy weer kom in heerlikheid, om die lewende en die dood te oordeel, en aan wie se koninkryk daar geen einde sal wees nie, en in die Heilige Gees wat deur die Profete spreek, waardeur ons die beeltnis van die Vader dra, en wat in ons leer en lei in alle waarheid, en dat Hy een enige Here is.
- Ons Glo

In Sy heilige Apostoliese Kerk, die gemeenskap van die heilige en die Apostel tot ons gestuur as die gesalfde van Jesus Christus.
- Ons Glo

In die bediening van die drie heilige sakramente, naamlik die Heilige Doop met water tot bekering in die Naam van Jesus Christus, die Heilige Avondmaal, waardeur ons vergifnis van sonde deur die bloed van Jesus Christus ontvang, en in die Heilige Verseeling, deur die handoplegging van ‘n Apostel van Jesus Christus, waardeur ons die Heilige Gees ontvang, en in die beginning van die drie heilige sakramente, aan die siele in die doderyk deur middel van die lewende vir die dode.
- Ons Glo

In die heilige skrifte, die Ou en Nuwe Testament, en in die vervulling van al die beloftes daarin vervat.
- Ons Glo

Ons siele wordt in die liggaam van Jesus Christus gereinig en beklee met geregtigheid as lede van die sielebruid, sodat ons as kinders van God, Hom bo alles moet liefhe, en in onderdanigheid moet dien, die broederskap moet eer, en ons naaste moet liefhe soos ons self; sodat ons ter wille van die Here, ons moet onderwerp aan die owerhede, en magte wat oor ons gestel is, en dat ons alle verordeninge moet gehoorsaam, asook die wettige heersers van die land, waarin ons woon moet erken en respekteer, al gaan dit met benoudheid gepaard. Amen

## Huidige situatie

### Internationaal
Het huidige ledental wordt wereldwijd geschat op ongeveer 4,5 miljoen, waarvan het overgrote deel zich in Zuid-Afrika bevindt. De kerk is verder op kleine schaal vertegenwoordigd in Australië, Azië, de Verenigde Arabische Emiraten, België, Ierland, het Verenigd Koninkrijk, Nederland, de Verenigde Staten en Canada. En door het weg vallen van de Apartheid in Zuid/Afrika  groeit het ledental gestaag in Europa. Alleen in Europa zijn er nu al ruim 30.000 leden.
Alleen al in Botswana zijn er sinds de officiële registratie van de Old Apostolic Church in 1974 over een periode van 29 jaar 32 nieuwe kerkgebouwen opgericht.

### Leer
De AOC is een bijbelgetrouwe kerk. Men gebruikt de oude King James Version, omdat die het dichtst bij het Hebreeuws en Griekse grondtekst staat en vanwege de tekst uit Openbaring 22: 18-19 (waar degenen bedreigd worden die iets afdoen van de woorden van dat boek).
De kerk is onafhankelijk en heeft niets te doen met de Zuid-Afrikaanse Apostolic Church - Apostle Unity, die lid van de VAG is.
Sinds enkele jaren bestaan er contacten met het Duitse Apostelamt Jesu Christi uit Cottbus.